# Henri Thiriet
Ne doit pas être confondu avec Henri Thiriat (1843–1926) ou Paul Thiriat.
Pour les articles homonymes, voir Thiriet.
Henri Thiriet, né à Épinal le 4 juillet 1873 et mort à Créteil le 10 juin 1946, est un affichiste, peintre et illustrateur français.

## Parcours
Fils de Henri Thiriet, mécanicien, et Anne Marie Céleste Cuny, il est prénommé Marie Henri Jean Jules.
La vingtaine, Henri Thiriet travaille à Paris, sans doute dès avant 1897, pour le marchand d'estampes Pierrefort, qui éditent des lithographies d'art, situé au 12 de la rue Bonaparte ; ce marchand est en lien avec les grands imprimeurs parisiens spécialisés comme Eugène Verneau et Bourgerie. Thiriet est un familier de ce marchand et de ces imprimeries, où sont entreposées pierre lithographiques et presses. Thiriet fit une remarquable affiche pour Pierrefort. Il signe ses travaux Henry Thiriet ou H. Thiriet.
En 1898, Octave Uzanne souligne son travail en lien avec l'édition bibliophilique dans son essai intitulé L'Art dans la décoration extérieure des livres en France et à l'étranger : les couvertures illustrées, les cartonnages d'éditeurs, la reliure d'art.
À compter de l'année 1899 et jusqu'en 1902, il livre des illustrations à la revue Saint-Nicolas, éditée par Delagrave. 
Le 29 janvier 1903, il épouse Catherine Laxenaire à la mairie du XVe arrondissement de Paris. Ils eurent au moins une fille.
Thiriet devient un affichiste prolifique, dans le style Art nouveau, et jusqu'en 1910, il produit une centaine d'images publicitaires. Le critique Alain Weill le considère comme l'un des artistes affichistes les plus vigoureux de cette époque charnière.
Fin 1913, il est fait mention dans la presse de sa collaboration avec les éditions Boivin & Cie (ancienne Librairie Furne), à propos de l'ouvrage de Paul d'Ivoi, Les dompteurs de l'or .
Après la Première Guerre mondiale, il devient essentiellement illustrateur de romans populaires (couvertures, vignettes). Parmi ses plus célèbres compositions, celles exécutées pour les romans de Georges Simenon, publiant alors sous pseudonyme (« Christian Brulls », etc.). Par ailleurs, il est le principal illustrateur des couvertures de la collection « Le Livre de Poche Tallandier », maison qui lui reste longtemps fidèle, sans compter aussi les Éditions Albert Méricant.
Élu conseiller municipal et maire adjoint de Créteil, de 1925 à 1942, il réalise dans les années 1930 pour cette ville les fresques de l'école maternelle Victor Hugo.

## Ouvrages illustrés (extrait)
- Octave Uzanne, Le Voyage autour de sa chambre, couverture, ill. de Henri Caruchet, Paris, Henri Floury, 1897.
- Le Livre d'or de l'Exposition 1900, Paris, Édouard Cornély éditeur, 1900.
- Le Petit Poucet, illustrations de H. Thiriet, B. Sirven Éditeur, Paris. Sans date.
- Charles Robert-Dumas, Amour sacré, illustrations de Henri Thiriet, Paris, Boivin et Cie, 1916, in-8°, III + 200 p.

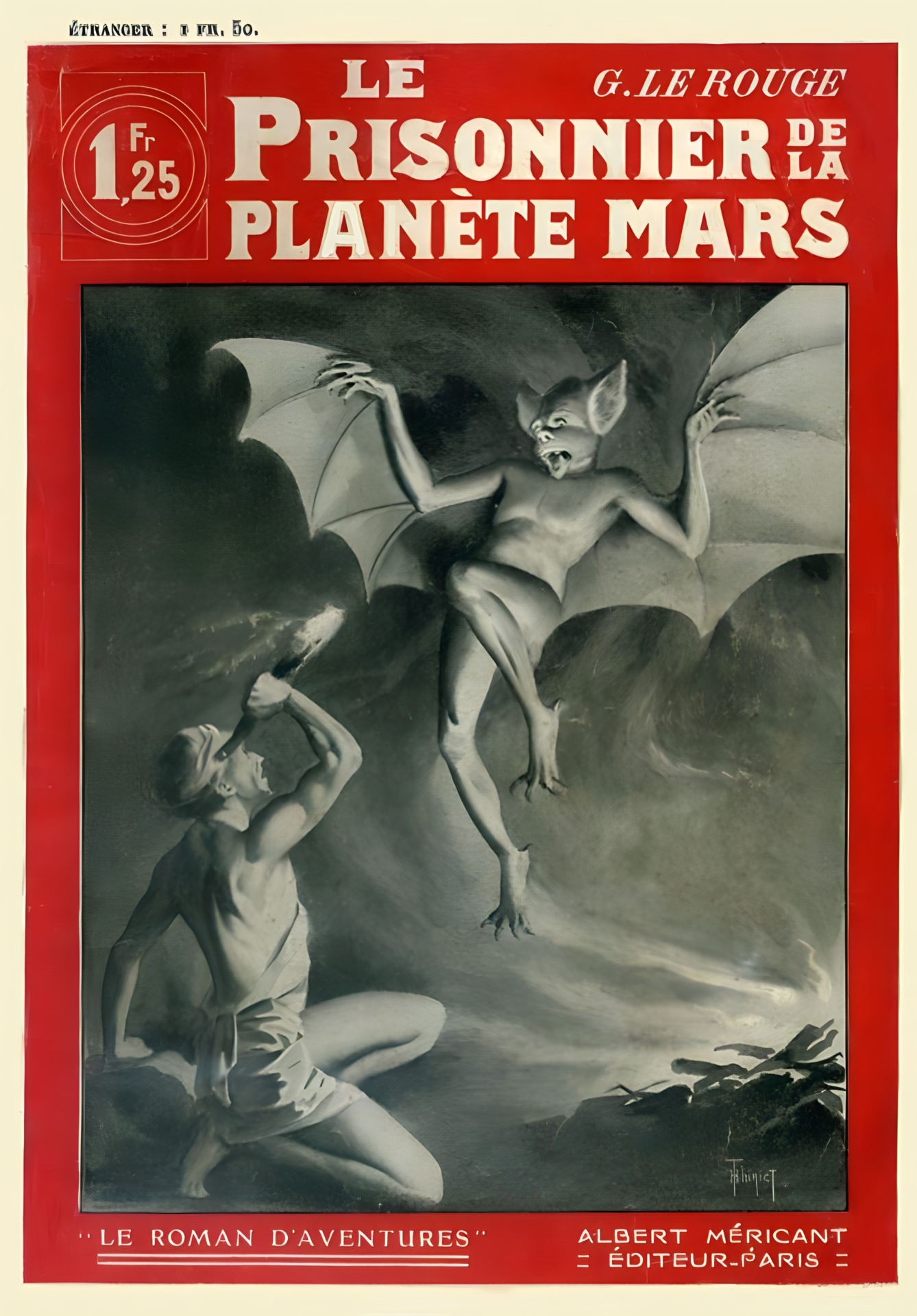
Couverture pour Le Prisonnier de la planète Mars (1908)
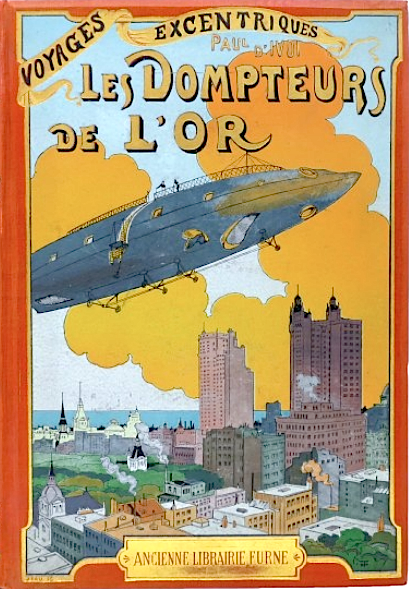
Couverture de Les dompteurs de l'or (1913)
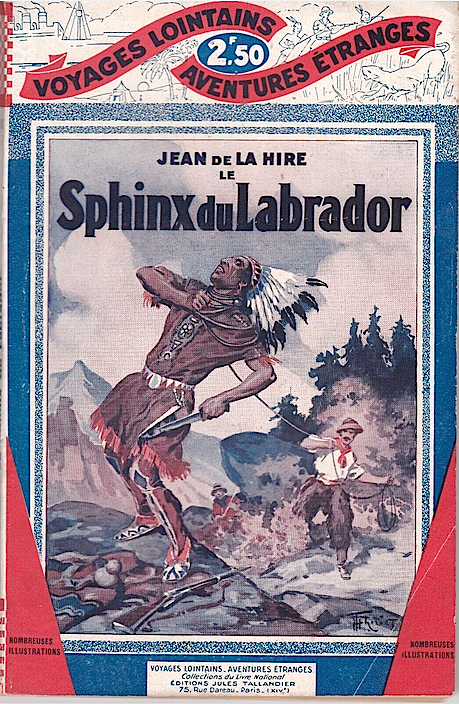
Couverture pour Le Sphinx du Labrador (1927)
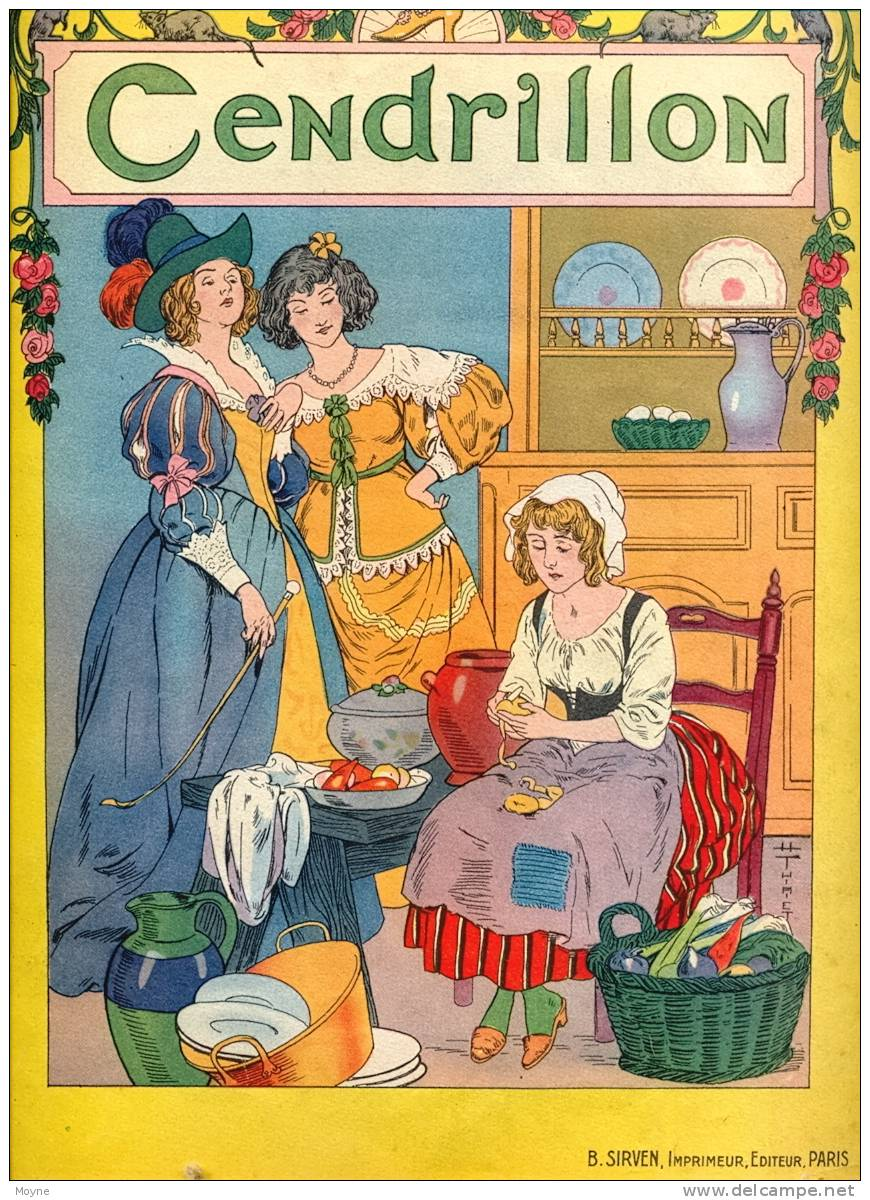
Couverture pour un ouvrage sur Cendrillon (Sirven, c. 1930)

## Affiches notoires
Chromolithographie : 
- Oméga, cycles (1895)
- L'Affiche française (1897)
- Pierrefort Estampes et Affiches, impr. Bourgerie (1897)
- Dayton Cycles, tentation suprême, impr. Courmont frères (1898)
- Exposition de Blanc À la place Clichy (1898)
- L'Absinthe Berthelot, impr. Goffart - Bruxelles (1898)
- Griffiths, cycles accessoires (1898)
- De Dion Bouton, Lemaire lith. (1898)
- High-Life Taylor - Cent ans de modes (1899) — sur Gallica
- La Belle Jardinière, magasin
- Parfum La Feria Lenthéric
- Stearns Cycles (Yellow Fellow)
- Terrot & Cie, cycles et automobiles
- Cycles et automobiles Liberator
- De Dion Bouton Moteurs Puteaux, impr. J. Barreau (1902)

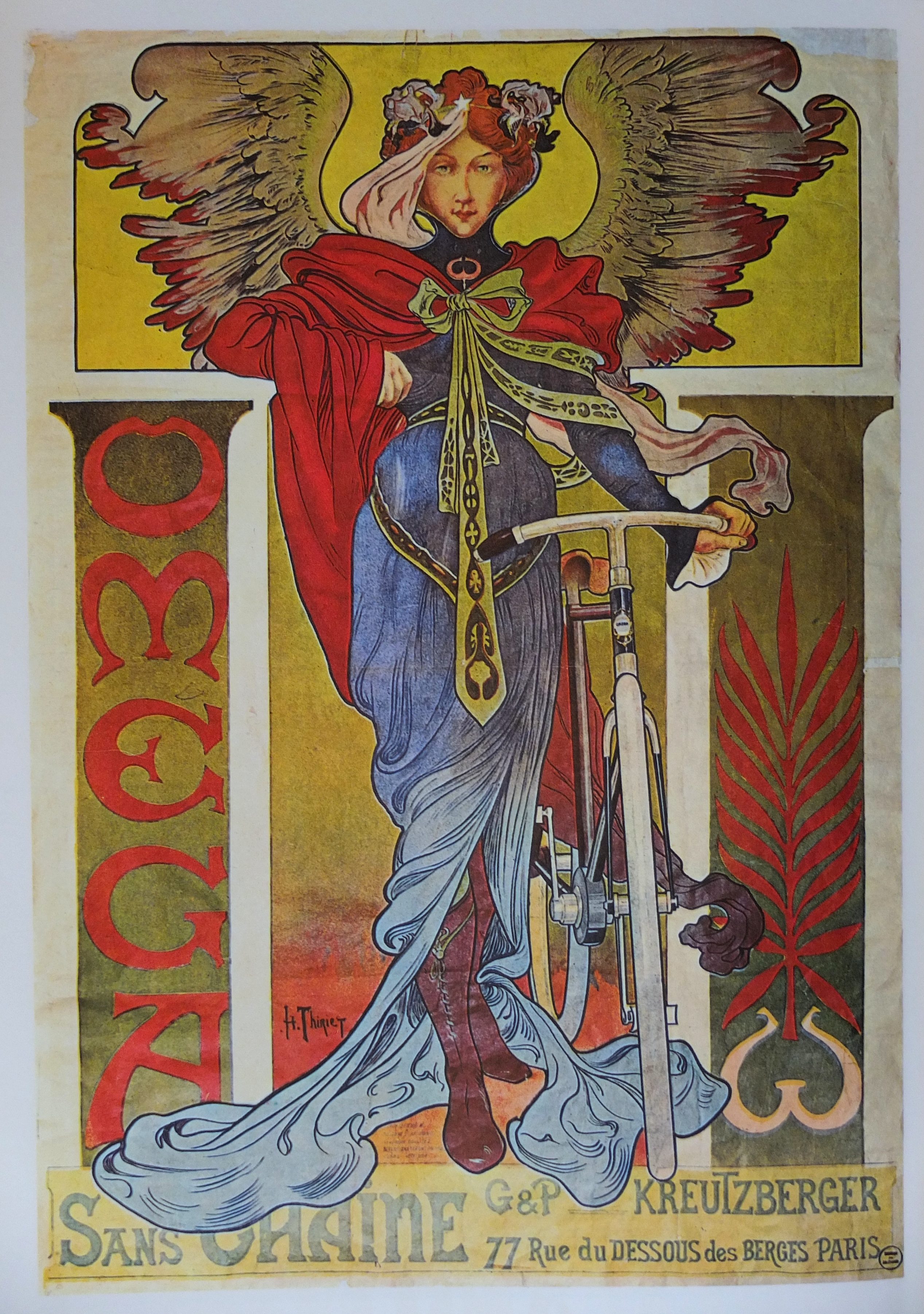
Affiche pour Oméga, cycles (1895)
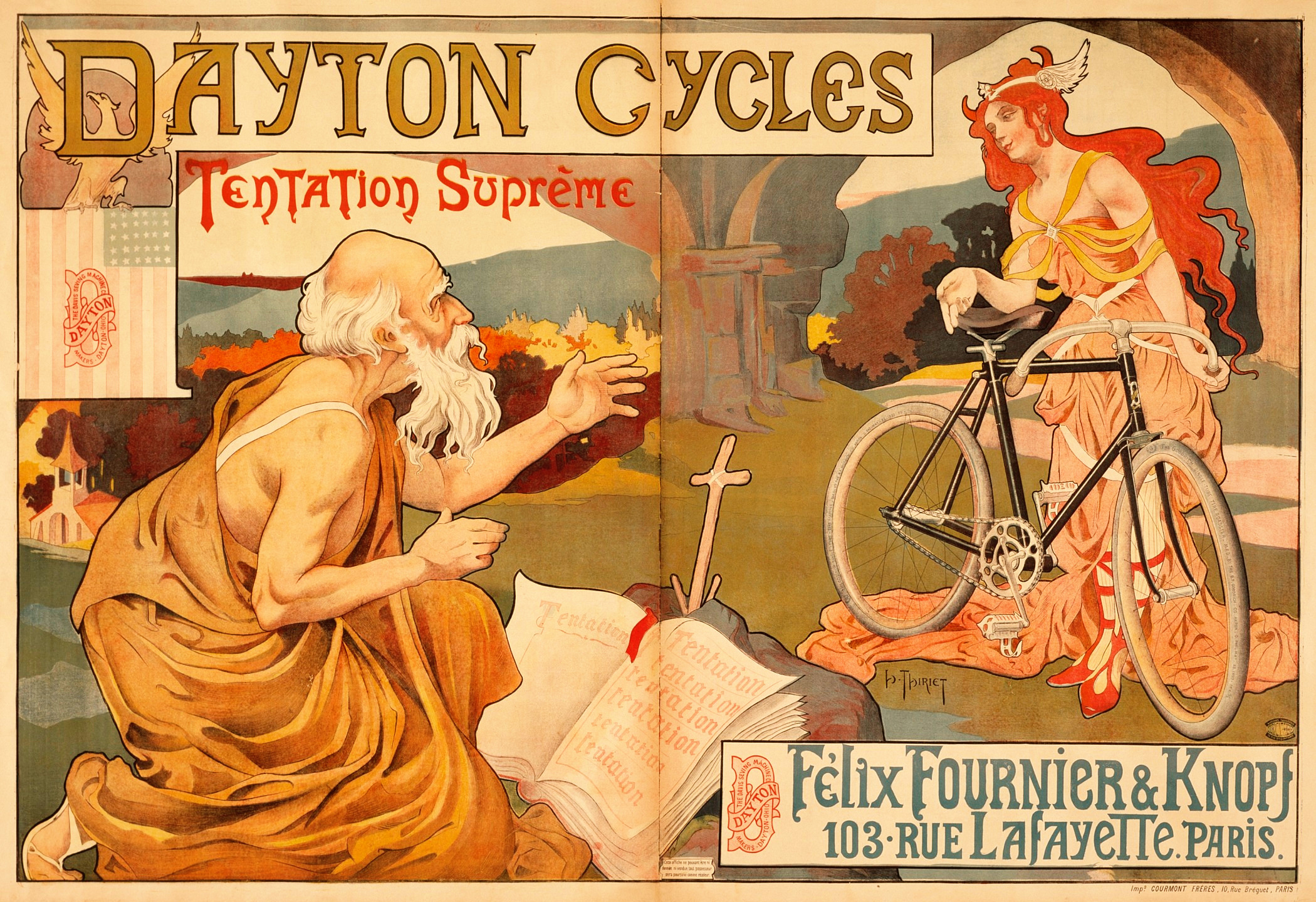
Affiche Dayton Cycles (1898) signée « H. Thiriet ».
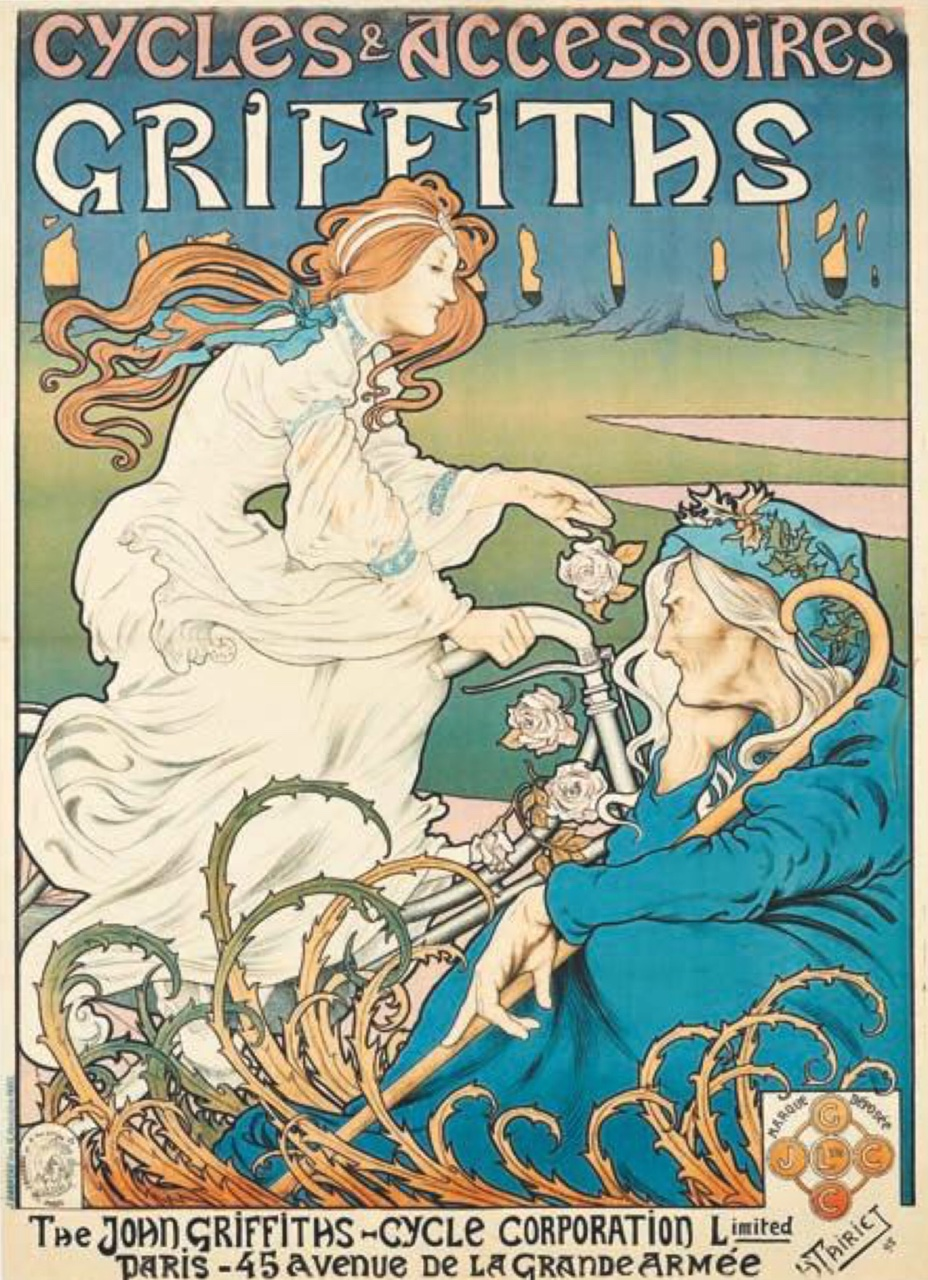
Affiche Griffiths, cycles accessoires (1898)
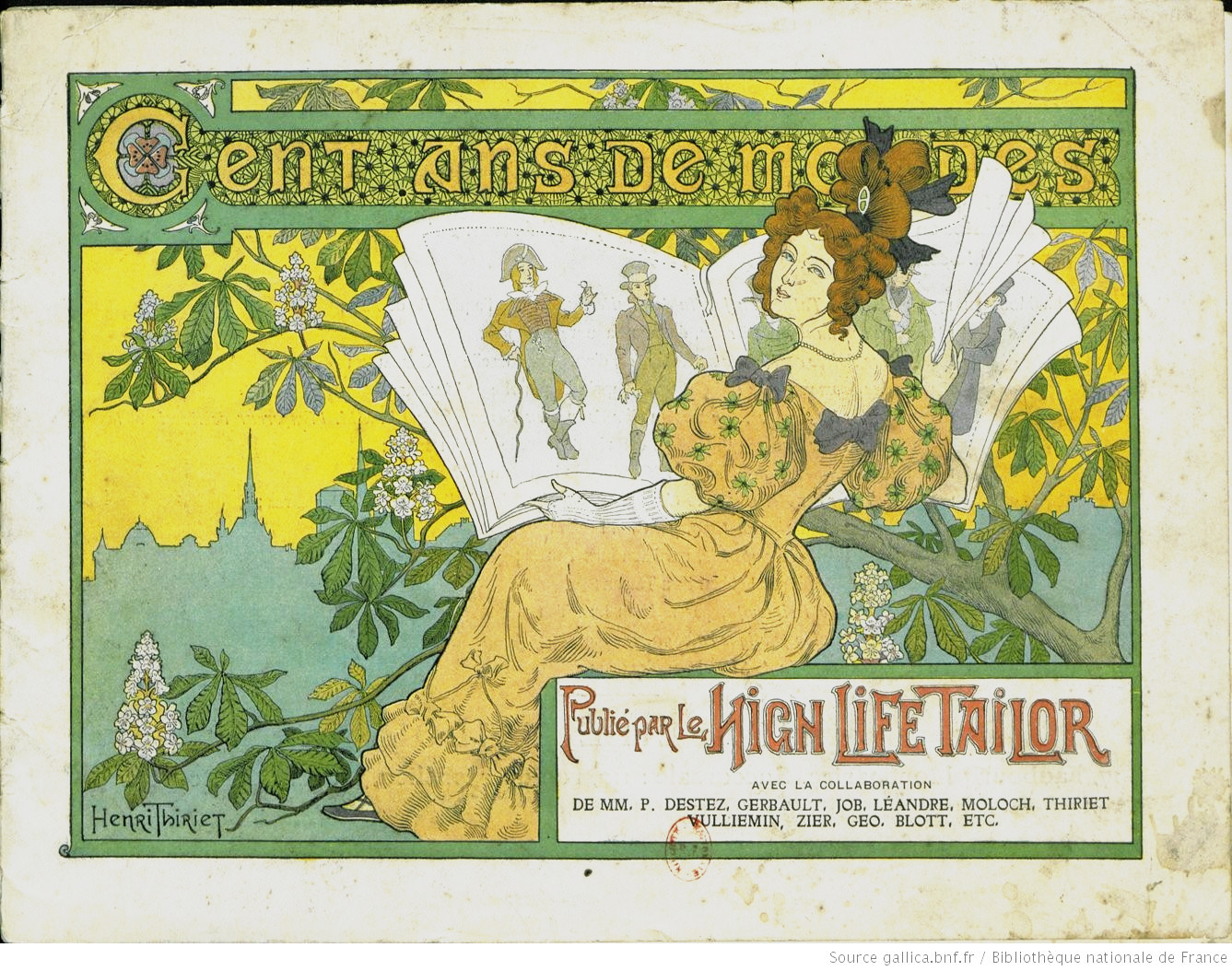
Affiche High-Life Taylor - Cent ans de modes (1899)